# Gaio Livio Salinatore (console 188 a.C.)
Gaio Livio Salinatore (in latino: Gaius Livius Salinator; fl. 191-180 a.C.) è stato un console romano e probabile fondatore della romana Forum Livii, l'attuale Forlì, anche se la tradizione attribuisce tale fondazione al padre.

## Biografia
Figlio di Marco Livio Salinatore, apparteneva alla gens Livia.
Ricoprendo la carica di pretore nel 191 a.C., servì la Repubblica romana come comandante della flotta nella guerra contro Antioco III e ne sconfisse l'ammiraglio Polissenida in una battaglia navale presso Corico.
L'anno seguente, il 190 a.C., continuò la guerra fino alla sua sostituzione da parte di Lucio Emilio Regilo. Fu quindi inviato in Licia e quindi alla corte di Prusia I, re di Bitinia.
Ricoprì la carica di console nel 188 a.C. insieme a Marco Valerio Messalla.